# Ján Klimovič
Ján Klimovič (* 30. dubna 1949) je bývalý slovenský fotbalový obránce. Žije v Nižné Šebastové (katastrální část Prešova).

## Hráčská kariéra
V ročníku 1966/67 se s dorostenci prešovského Tatranu stal mistrem Slovenska a poté vicemistrem Československa.
V československé lize nastoupil za Tatran Prešov ve dvou utkáních na jaře 1972, aniž by skóroval. Za Tatran Prešov hrál také ve II. lize.

### Prvoligová bilance
| Ročník          | Zápasy | Góly | Minuty | Klub             |
| --------------- | ------ | ---- | ------ | ---------------- |
| I. liga 1971/72 | 2      | 0    | 127    | TJ Tatran Prešov |
| CELKEM I. LIGA  | 2      | 0    | 127    |                  |